# Марк Кели
 Тази статия е за ирландския музикант.  За американския космонавт вижте Марк Кели (астронавт).  
Марк Кели (на английски: Mark Kelly) е британски рокмузикант – пианист/клавирист, роден през 1961 година, член на прогресив рок групата Мерилиън.

## Биография и кариера
Кели е роден на 9 април 1961 година в Дъблин, Ирландия, където преминава ранното му детство до 1969 година, когато семейството му се премества в Англия.
Присъединява се към Мерилиън през 1981 година, заменяйки предишния клавирист Браян Джелимън. Преди това е свирил в прогресив-психеделичната група Кемикъл Алис, които през 1981 година издават албума „Curioser and Curioser“. Марк Кели участва във всички издадени от Мерилиън произведения. Неговото име е записано и като продуцент и клавирист в соловия албум „Under the Red and White Sky“ на Джон Уизли, член на групата Прокупайн Трий, свирил и с бившия вокалист на Мерилиън – Фиш. Кели свири на клавишните за групата Травис, когато те са хеадлайнери на прочутия ежегоден фестивал на остров Уайт през юни 2005 година, както и при изпълнението им в Единбург по линия на благотворителните концерти „Live 8“ през юли същата година.
Живее в графство Оксфордшир с дългогодишната си партньорка Ейнджи Моксъм и трите им деца – Талула, Делайла е Джуд. Той е баща и на Фрея и Кай от предишни негови връзки.
Марк Кели е член на борда на директорите на „Featured Artists Coalition“ (FAC) – организация с нестопанска цел, създадена да защитава правата на музикалните изпълнители.

## Оборудване
- Korg Karma Synthesizer
- Roland JP-8080 Synthesizer Module
- Roland A-90 Stage Piano / Controller
- Evolution MK449C Controller Keyboard
- Custom-built PC running Brainspawn Forte VST live performance software

Extensive VST instruments including:
- Spectrasonics Atmosphere
- Arturia Minimoog
- Steinberg Halion 3
- Native Instruments B4
- Native Instruments Electrik Piano
- Native Instruments FM7
- Yamaha O1V Mixing Desk
- Q-Logic MIDI Metro (aka „Mr. Blinky“)
- Emagic AMT8 MIDI Interface
- M-Audio Delta 1010 Audio Interface

OTHER RECENT EQUIPMENT
- Oberheim MC3000 Controller Keyboard
- Roland JP-8000 Synthesizer
- Roland VK-7 Organ
- Akai S6000 Sampler

## Любими албуми[4]
- „Led Zeppelin II“ – Лед Цепелин
- „Decade“ – Нийл Йънг
- „Blue“ – Джони Мичъл
- „Strangers in the Night“ – UFO
- „Van Halen“ – Ван Хален
- „Hunky Dory“ – Дейвид Бауи
- „The Bends“ – Рейдиохед
- „A Wizard, A True Star“ – Тод Рандгрин
- „Milk & Kisses“ – Кокто Туинс